# Serie A1 2013-2014 (pallanuoto maschile)
La Serie A1 2013-2014 è stata la 95ª edizione della massima serie del campionato italiano maschile di pallanuoto. La regular season è iniziata il 4 ottobre 2013 e si è conclusa il 12 aprile 2014; i play-off sono iniziati il 16 aprile e termineranno con l'eventuale gara 3 di finale il 17 maggio.
Le squadre neopromosse sono lo storico CC Napoli, otto volte campione d'Italia, di ritorno in A1 dopo nove stagioni in A2, e il Como, assente in massima serie da quindici stagioni.

## Squadre partecipanti
| Club              | Città                  | Piscina                            | Stagione 2012-2013                                                         |
| ----------------- | ---------------------- | ---------------------------------- | -------------------------------------------------------------------------- |
| Acquachiara       | Napoli                 | Piscina Felice Scandone            | 4ª in Serie A1                                                             |
| AN Brescia        | Brescia                | Centro Natatorio Mompiano          | 2ª in Serie A1                                                             |
| Bogliasco         | Bogliasco (GE)         | Stadio del Nuoto "Gianni Vassallo" | 8ª in Serie A1                                                             |
| Canottieri Napoli | Napoli                 | Piscina Felice Scandone            | 1ª nel girone Sud di Serie A2; vincitrice Play-off                         |
| Como              | Como                   | Piscina Olimpionica                | 1ª nel girone Nord di Serie A2; vincitrice Play-off                        |
| Florentia         | Firenze                | Piscina Goffredo Nannini           | 3ª in Serie A1                                                             |
| Lazio             | Roma                   | Salaria Sport Village              | 9ª in Serie A1                                                             |
| Nervi             | Nervi (GE)             | Stadio del Nuoto di Albaro         | 10ª in Serie A1, vincitrice spareggio salvezza                             |
| Posillipo         | Napoli                 | Piscina Felice Scandone            | 5ª in Serie A1                                                             |
| Promogest         | Quartu Sant'Elena (CA) | Piscina Centro Nuoto               | 7ª in Serie A1                                                             |
| Pro Recco         | Recco (GE)             | Piscina comunale di Sori           | 1ª in Serie A1; campione d'Italia in carica; vincitrice della Coppa Italia |
| Savona            | Savona                 | Piscina Carlo Zanelli              | 6ª in Serie A1                                                             |

## Allenatori
| Club              | Allenatore          |
| ----------------- | ------------------- |
| Acquachiara       | Paolo De Crescenzo  |
| AN Brescia        | Alessandro Bovo     |
| Bogliasco         | Daniele Bettini     |
| Canottieri Napoli | Paolo Zizza         |
| Como              | Stefano Piccardo    |
| Florentia         | Riccardo Vannini    |
| Lazio             | Pierluigi Formiconi |
| Nervi             | Piero Ivaldi        |
| Posillipo         | Bruno Cufino        |
| Promogest         | Marcello Pettinau   |
| Pro Recco         | Pino Porzio         |
| Savona            | Alberto Angelini    |

## Regular season

### Classifica
|  | Pos. | Squadra           | Pt | G  | V  | N | P  | GF  | GS  | DR   |
|  | ---- | ----------------- | -- | -- | -- | - | -- | --- | --- | ---- |
|  | 1.   | Pro Recco         | 63 | 22 | 21 | 0 | 1  | 327 | 139 | +188 |
|  | 2.   | AN Brescia        | 61 | 22 | 20 | 1 | 1  | 339 | 149 | +190 |
|  | 3.   | Posillipo         | 44 | 22 | 14 | 2 | 6  | 212 | 186 | +26  |
|  | 4.   | Acquachiara       | 42 | 22 | 14 | 0 | 8  | 227 | 213 | +14  |
|  | 5.   | Savona            | 40 | 22 | 13 | 1 | 8  | 252 | 216 | +36  |
|  | 6.   | Canottieri Napoli | 32 | 22 | 10 | 2 | 10 | 217 | 250 | -33  |
|  | 7.   | Como              | 25 | 22 | 8  | 1 | 13 | 198 | 244 | -46  |
|  | 8.   | Florentia         | 25 | 22 | 8  | 1 | 13 | 176 | 226 | -50  |
|  | 9.   | Lazio             | 24 | 22 | 8  | 0 | 14 | 215 | 268 | -53  |
|  | 10.  | Bogliasco         | 22 | 22 | 7  | 1 | 14 | 198 | 245 | -47  |
|  | 11.  | Promogest         | 16 | 22 | 5  | 1 | 16 | 177 | 232 | -55  |
|  | 12.  | Albaro Nervi      | 0  | 22 | 0  | 0 | 22 | 118 | 275 | -157 |

### Calendario e risultati
| 05-10-13 | 1ª giornata             | 11-01-14 |
| 12-10    | Acquachiara - Bogliasco | 11-10    |
| 8-7      | CC Napoli - Savona      | 11-9     |
| 11-15    | Como - AN Brescia       | 8-21     |
| 7-9      | Florentia - Posillipo   | 6-14     |
| 12-4     | Promogest - Nervi       | 9-5      |
| 20-9     | Pro Recco - Lazio       | 15-3     |

| 02-11-13 | 4ª giornata            | 01-02-14 |
| 11-9     | AN Brescia - Pro Recco | 11-14    |
| 9-12     | Bogliasco - CC Napoli  | 12-15    |
| 7-8      | Como - Acquachiara     | 4-9      |
| 12-8     | Lazio - Nervi          | 15-7     |
| 11-8     | Posillipo - Promogest  | 9-5      |
| 15-12    | Savona - Florentia     | 13-9     |

| 23-11-13 | 7ª giornata             | 08-03-14 |
| 12-13    | Bogliasco - Savona      | 8-19     |
| 8-8      | CC Napoli - Como        | 12-10    |
| 12-14    | Lazio - Posillipo       | 9-10     |
| 6-18     | Nervi - AN Brescia      | 1-16     |
| 6-7      | Promogest - Florentia   | 7-11     |
| 17-5     | Pro Recco - Acquachiara | 14-7     |

| 14-12-13 | 10ª giornata           | 05-04-14 |
| 13-6     | Acquachiara - Nervi    | 15-4     |
| 6-6      | AN Brescia - Posillipo | 10-9     |
| 9-7      | Como - Bogliasco       | 11-13    |
| 14-11    | Florentia - Lazio      | 7-11     |
| 6-11     | Promogest - Savona     | 10-10    |
| 15-3     | Pro Recco - CC Napoli  | 20-12    |

| 12-10-13 | 2ª giornata             | 18-01-14 |
| 18-3     | AN Brescia - Florentia  | 17-4     |
| 7-20     | Bogliasco - Pro Recco   | 5-18     |
| 9-8      | Lazio - Promogest       | 7-6      |
| 10-14    | Nervi - CC Napoli       | 4-10     |
| 7-8      | Posillipo - Acquachiara | 10-7     |
| 18-13    | Savona - Como           | 13-7     |

| 09-11-13 | 5ª giornata             | 08-02-14 |
| 14-5     | Acquachiara - Florentia | 10-13    |
| 9-12     | CC Napoli - Posillipo   | 9-10     |
| 9-12     | Lazio - Savona          | 12-13    |
| 3-10     | Nervi - Bogliasco       | 7-14     |
| 5-16     | Promogest - AN Brescia  | 3-16     |
| 21-8     | Pro Recco - Como        | 13-6     |

| 30-11-13 | 8ª giornata             | 22-03-14 |
| 15-12    | Acquachiara - Promogest | 12-9     |
| 22-10    | AN Brescia - Lazio      | 17-7     |
| 11-7     | Como - Nervi            | 12-7     |
| 10-8     | Florentia - CC Napoli   | 11-11    |
| 12-9     | Posillipo - Bogliasco   | 9-9      |
| 7-12     | Savona - Pro Recco      | 4-14     |

| 21-12-13 | 11ª giornata          | 12-04-14 |
| 9-6      | Bogliasco - Florentia | 7-8      |
| 10-9     | CC Napoli - Promogest | 6-9      |
| 10-9     | Lazio - Acquachiara   | 8-14     |
| 5-18     | Nervi - Pro Recco     | 3-12     |
| 6-7      | Posillipo - Como      | 11-9     |
| 10-16    | Savona - AN Brescia   | 6-12     |

| 19-10-13 | 3ª giornata              | 22-01-14 |
| 7-10     | Acquachiara - AN Brescia | 8-15     |
| 13-11    | CC Napoli - Lazio        | 12-15    |
| 6-7      | Florentia - Como         | 7-9      |
| 9-21     | Nervi - Savona           | 4-9      |
| 8-9      | Promogest - Bogliasco    | 13-12    |
| 11-8     | Pro Recco - Posillipo    | 10-2     |

| 16-11-13 | 6ª giornata            | 19-02-14 |
| 12-7     | AN Brescia - CC Napoli | 21-5     |
| 13-7     | Bogliasco - Lazio      | 12-5     |
| 12-10    | Como - Promogest       | 7-9      |
| 4-9      | Florentia - Pro Recco  | 6-12     |
| 13-9     | Posillipo - Nervi      | 15-5     |
| 7-9      | Savona - Acquachiara   | 14-8     |

| 07-12-13 | 9ª giornata             | 29-03-14 |
| 5-10     | Bogliasco - AN Brescia  | 5-29     |
| 8-10     | CC Napoli - Acquachiara | 14-16    |
| 13-14    | Lazio - Como            | 10-8     |
| 4-6      | Nervi - Florentia       | 4-14     |
| 9-8      | Posillipo - Savona      | 6-13     |
| 9-18     | Promogest - Pro Recco   | 4-15     |

## Play-off
I quarti di finale si svolgono su gare di andata e ritorno, con la prima gara in casa della peggior classificata in regular season; semifinali e finali si disputano al meglio di due vittorie, con l'eventuale gara 3 in casa della miglior classificata.

### Tabellone
|  | Quarti di finale | Quarti di finale  | Quarti di finale  | Quarti di finale | Quarti di finale |  |  | Semifinali | Semifinali | Semifinali | Semifinali | Semifinali |   |   | Finale | Finale    | Finale | Finale | Finale |  |
|  |                  |                   |                   |                  |                  |  |  |            |            |            |            |            |   |   |        |           |        |        |        |  |
|  | 1                | Pro Recco         | Pro Recco         | 13               | 14               |  |  |            |            |            |            |            |   |   |        |           |        |        |        |  |
|  | 8                | Florentia         | Florentia         | 5                | 11               |  |  | 1          | Pro Recco  | Pro Recco  | 9          | 14         |   |   |        |           |        |        |        |  |
|  | 4                | Acquachiara       | Acquachiara       | 7                | 10               |  |  | 5          | Savona     | Savona     | 3          | 8          |   |   |        |           |        |        |        |  |
|  | 5                | Savona            | Savona            | 12               | 6                |  |  |            |            |            |            |            |   |   | 1      | Pro Recco | 7      | 6      | 12     |  |
|  | 2                | AN Brescia        | AN Brescia        | 12               | 16               |  |  |            |            | 2          | AN Brescia | 6          | 7 | 7 |        |           |        |        |        |  |
|  | 7                | Como              | Como              | 6                | 6                |  |  | 2          | AN Brescia | AN Brescia | 17         | 10         |   |   |        |           |        |        |        |  |
|  | 3                | Posillipo         | Posillipo         | 10               | 11               |  |  | 3          | Posillipo  | Posillipo  | 6          | 9          |   |   |        |           |        |        |        |  |
|  | 6                | Canottieri Napoli | Canottieri Napoli | 8                | 5                |  |  |            |            |            |            |            |   |   |        |           |        |        |        |  |

### Risultati

#### Quarti di finale
- Pro Recco - Florentia

| Arbitri: | Fusco Taccini |

|                                       |           |                                                                                 |
| 2: Gitto 1: Coppoli, Gobbi, Di Fulvio | Marcatori | 3: Figlioli 2: Fondelli, Joković, Giorgetti 1: Felugo, Giacoppo, Figari, Ivović |

| Arbitri: | Ricciotti Riccitelli |

|                                                                                               |           |                                                            |
| 3: Joković, Giorgetti 2: Fondelli 1: Lapenna, Figlioli, Giacoppo, Aicardi, Figari, Fiorentini | Marcatori | 3: Coppoli 2: Gitto, Bini 1: Sindone, Borella, Neri, Gobbi |

- Acquachiara - Savona

| Arbitri: | Collantoni Riccitelli |

|                                                                           |           |                                                  |
| 3: Elez 2: Alesiani, Colombo, Deserti 1: Damonte, Fiorentini, Mistrangelo | Marcatori | 3: Di Costanzo 2: Luongo 1: Mattiello, Drašković |

| Arbitri: | Savinovic (CRO) Radicevic (CRO) |

|                                               |           |                                         |
| 5: Petković 3: Sadovyy 1: Luongo, Di Costanzo | Marcatori | 2: Damonte, Elez 1: Fiorentini, Deserti |

- AN Brescia - Como

| Arbitri: | Bianchi Rovida |

|                                          |           |                                                                                    |
| 2: F. Pagani, Jelaca 1: Ferraris, Cesini | Marcatori | 3: Rizzo, Bodegas 1: C. Presciutti, Molina, Giorgi, Nora, N. Presciutti, Di Fulvio |

| Arbitri: | Centineo Savarese |

|                                                                                            |           |                                           |
| 4: Molina 3: Bodegas 2: Presciutti, Rizzo 1: Legrenzi, Giorgi, Nora, Di Fulvio, Napolitano | Marcatori | 2: Pagani, Busilacchi 1: Ferraris, Jelača |

- Posillipo - Canottieri Napoli

| Arbitri: | Gomez Pascucci |

|                                                      |           |                                                            |
| 3: Baraldi 2: Morelli 1: Primorac, Velotto, Esposito | Marcatori | 3: Radović, Mandolini 2: Dolce 1: Renzuto Iodice, Klikovac |

| Arbitri: | Calabrò Severo |

|                                                                            |           |                                          |
| 2: Renzuto Iodice, Klikovac, Mandolini, Saccoia 1: Dolce, Mattiello, Gallo | Marcatori | 2: Brguljan 1: Primorac, Parisi, Velotto |

#### Semifinali
- Pro Recco - Savona

| Arbitri: | D. Bianco Pinato |

|                                                                      |           |                                 |
| 2: Joković, Ivović 1: Figlioli, Giorgetti, Felugo, Giacoppo, Aicardi | Marcatori | 1: Damonte, Bianco, Mistrangelo |

| Arbitri: | Franulovic (CRO) Tiozzo (CRO) |

|                                                     |           |                                                                                 |
| 3: Elez 2: Alesiani 1: Damonte, Fiorentini, Deserti | Marcatori | 4: Ivović 2: Giorgetti, Felugo, Giacoppo 1: Lapenna, Joković, Figlioli, Aicardi |

- AN Brescia - Posillipo

| Arbitri: | Severo Taccini |

|                                                                           |           |                                   |
| 3: Presciutti, Molina, Rizzo, Bodegas, Di Fulvio 1: Valentino, Napolitano | Marcatori | 2: Renzuto Iodice, Gallo, Bertoli |

| Arbitri: | Paoletti Bianchi |

|                                                                     |           |                                             |
| 3: Radović 2: Renzuto Iodice 1: Gallo, Klikovac, Bertoli, Mandolini | Marcatori | 3: Molina, Rizzo 2: Nora 1: Bodegas, Fulvio |

#### Finale Scudetto
| Arbitri: | Bianchi Paoletti |

|                                                   |           |                                                  |
| 2: Giacoppo, Ivović 1: Giorgetti, Felugo, Aicardi | Marcatori | 2: C. Presciutti, Molina 1: Rizzo, N. Presciutti |

| Arbitri: | Caputi Severo |

|                                               |           |                                    |
| 2: Molina, Bodegas 1: Presciutti, Rizzo, Nora | Marcatori | 3: Giorgetti 2: Ivović 1: Figlioli |

| Arbitri: | Caputi Bianchi |

|                                                                               |           |                                    |
| 3: Joković 2: Figlioli, Figari 1: Lapenna, Giorgetti, Felugo, Giacoppo, Gitto | Marcatori | 3: Molina 2: Presciutti, Di Fulvio |

#### Finale 3º/4º posto
| Arbitri: | Colombo Taccini |

|                                                               |           |                                                             |
| 1: Foglio, Radović, Renzuto Iodice, Gallo, Mandolini, Saccoia | Marcatori | 2: Fiorentini 1: Alesiani, Agostini, Fulcheris, Mistrangelo |

| Arbitri: | Lo Dico Paoletti |

|                                                            |           |                                          |
| 3: Elez 2: Damonte 1: Colombo, Fiorentini, Bianco, Deserti | Marcatori | 6: Radović 2: Saccoia 1: Gallo, Klikovac |

### Tabellone 5º posto
|  | Semifinali | Semifinali        | Semifinali        | Semifinali | Semifinali |  |  | Finale | Finale            | Finale            | Finale            | Finale            |  |
|  |            |                   |                   |            |            |  |  |        |                   |                   |                   |                   |  |
|  | 4          | Acquachiara       | Acquachiara       | 8          | 15         |  |  |        |                   |                   |                   |                   |  |
|  | 8          | Florentia         | Florentia         | 7          | 11         |  |  | 4      | Acquachiara       | Acquachiara       | Acquachiara       | Acquachiara       |  |
|  | 6          | Canottieri Napoli | Canottieri Napoli | 12         | 9          |  |  | 6      | Canottieri Napoli | Canottieri Napoli | Canottieri Napoli | Canottieri Napoli |  |
|  | 7          | Como              | Como              | 10         | 8          |  |  |        |                   |                   |                   |                   |  |

### Risultati

#### Semifinali
- Acquachiara - Florentia

| Arbitri: | Lo Dico Riccitelli |

|                                                       |           |                                             |
| 3: Petković 2: Sadovyy 1: Pérez, Mattiello, Drašković | Marcatori | 4: Sindone 1: Brancatello, Gitto, Di Fulvio |

| Arbitri: | L. Bianco Petronilli |

|                                                          |           |                                                    |
| 4: Di Fulvio 2: Sindone, Gobbi 1: Eskert, Bosazzi, Gitto | Marcatori | 6: Petković 4: Luongo 3: Sadovyy 1: Pérez, Saviano |

- Canottieri Napoli - Como

| Arbitri: | Scappini Petronilli |

|                                                                           |           |                                                      |
| 4: Brguljan 2: Buonocore, Esposito 1: Borrelli, Primorac, Parisi, Baraldi | Marcatori | 3: Cesini 2: Pagani, Gaffuri 1: Foti, Hrošík, Jelača |

| Arbitri: | D. Bianco Brasiliano |

|                                                |           |                                                        |
| 2: Pagani, Gaffuri, Cesini 1: Foti, Busilacchi | Marcatori | 4: Velotto 2: Primorac 1: Buonocore, Brguljan, Baraldi |

## Classifica finale
|  |     | Classifica finale 2013-2014 | G  | V  | N | P  | GF  | GS  | DR   |
|  | --- | --------------------------- | -- | -- | - | -- | --- | --- | ---- |
|  | 1.  | Pro Recco                   | 29 | 27 | 0 | 2  | 402 | 186 | +216 |
|  | 2.  | AN Brescia                  | 29 | 25 | 1 | 3  | 414 | 201 | +213 |
|  | 3.  | Posillipo                   | 28 | 18 | 2 | 8  | 267 | 241 | +26  |
|  | 4.  | Savona                      | 28 | 14 | 1 | 13 | 296 | 275 | +21  |
|  | 5.  | Acquachiara                 | 26 | 17 | 0 | 9  | 267 | 249 | +18  |
|  | 6.  | Canottieri Napoli           | 26 | 12 | 2 | 12 | 251 | 289 | -38  |
|  | 7.  | Como                        | 26 | 8  | 1 | 17 | 228 | 293 | -65  |
|  | 8.  | Florentia                   | 26 | 8  | 1 | 17 | 210 | 276 | -66  |
|  | 9.  | Lazio                       | 22 | 8  | 0 | 14 | 215 | 268 | -53  |
|  | 10. | Bogliasco                   | 22 | 7  | 1 | 14 | 198 | 245 | -47  |
|  | 11. | Promogest                   | 22 | 5  | 1 | 16 | 177 | 232 | -55  |
|  | 12. | Nervi                       | 22 | 0  | 0 | 22 | 118 | 275 | -157 |

## Verdetti
- Pro Recco: campione d'Italia.
- Pro Recco, AN Brescia e Posillipo: qualificate alla LEN Champions League 2014-2015.
- Savona e Acquachiara: qualificate alla LEN Euro Cup 2014-2015.
- Nervi e Promogest: retrocesse in Serie A2.

## Classifica marcatori
| Gol |  |  | Giocatore             | Squadra           |
| --- |  |  | --------------------- | ----------------- |
| 79  |  |  | Antonio Petković      | Acquachiara       |
| 78  |  |  | Darko Brguljan        | Canottieri Napoli |
| 71  |  |  | Valerio Rizzo         | AN Brescia        |
| 70  |  |  | Marko Elez            | Savona            |
| 68  |  |  | Guillermo Molina      | AN Brescia        |
| 62  |  |  | Aleksandar Radović    | Posillipo         |
| 57  |  |  | Christian Presciutti  | AN Brescia        |
| 52  |  |  | Pietro Figlioli       | Pro Recco         |
| 47  |  |  | Federico Pagani       | Como              |
| 46  |  |  | Francesco Di Fulvio   | AN Brescia        |
| 44  |  |  | Mislav Tomašić        | Promogest         |
| 44  |  |  | Matteo Aicardi        | Pro Recco         |
| 44  |  |  | Alex Giorgetti        | Pro Recco         |
| 43  |  |  | Luca Damonte          | Savona            |
| 42  |  |  | Alessandro Calcaterra | Lazio             |
| 42  |  |  | Aleksandar Ivović     | Pro Recco         |
| 41  |  |  | Steven Camilleri      | Bogliasco         |
| 41  |  |  | Davide Steardo        | Promogest         |
| 41  |  |  | Francesco Coppoli     | Florentia         |
| 41  |  |  | Fabio Baraldi         | Canottieri Napoli |
| 40  |  |  | Antonio Vittorioso    | Lazio             |
| 40  |  |  | Michaël Bodegas       | AN Brescia        |
| 40  |  |  | Massimo Giacoppo      | Pro Recco         |